# Nuovo Partito Anticapitalista
Il Nuovo Partito Anticapitalista (in francese Nouveau Parti anticapitaliste, NPA) è un partito politico attivo in Francia dal 2009.
Esso nasce come prosecuzione della precedente esperienza della Lega Comunista Rivoluzionaria.

## Storia

### Dal maggio al settembre 2007: annuncio e riunioni pubbliche
In seguito alle elezioni presidenziali del 2007, l'LCR annunciò la volontà di creare un nuovo partito anticapitalista che avesse la sua base tra i giovani, le imprese, i servizi pubblici, i quartieri popolari. Si proponeva inoltre a tutti gli anticapitalisti di riunirsi per costruire le mobilitazioni che, attraverso di esso, dovranno preparare un cambiamento radicale e rivoluzionario della società.
La LCR sostiene che questo nuovo partito debba:
- difendere un programma anticapitalista all'interno delle lotte sociali e dei circuiti elettorali;
- stabilire una forte indipendenza nei confronti del Partito Socialista francese e rifiutare di gestire le istituzioni in collaborazione con esso, concentrando completamente le proprie attività sulla «lotta di classe», e la mobilitazione sociale e politica dal basso;
- stringere rapporti internazionali con tutte le organizzazioni che difendano delle prospettive analoghe.

A partire dal settembre 2007, alcune riunioni pubbliche sono state organizzate nelle cittadine, nelle imprese e nelle università della Francia al fine di discutere le modalità di creazione di questo nuovo partito con tutti coloro, tra singoli individui e gruppi militanti delle correnti politiche dell'estrema sinistra più disparate, che potevano essere interessati.
Le scadenze per la costituzione del partito sono state fissate dopo la riunione del giugno 2007 dalla Direzione Nazionale dell'LCR. Questo progetto si distingue su molti temi da quello di un «partito anticapitalista strategicamente non delimitato» degli anni novanta. Il maggior promotore della costruzione del partito è stato l'LCR.

### Gennaio 2008: congresso nazionale dell'LCR
Durante il congresso nazionale dell'LCR nel gennaio 2008, sono emerse tre piattaforme riguardanti il progetto (A, B e C).
Ha prevalso con l'83% dei voti l'orientamento della piattaforma A, secondo la quale il nuovo partito anticapitalista doveva essere lanciato con un processo di riunioni locali tese alla creazione di «comitati per un nuovo partito», per essere centralizzati in una nuova assemblea nazionale a giugno 2008, in occasione di un incontro nazionale che raccogliesse i delegati dei comitati.
L'incontro nazionale ha permesso di mettere in piano un «comitato di animazione» autonomo rispetto all'LCR, per animare il processo costituente fino al congresso di fondazione.
I comitati sono costituiti da ogni individuo, gruppo militante, corrente politica che possa essere interessato dal nuovo partito e dalle sue tre delimitazioni fissate, soprattutto riguardo all'indipendenza radicale nei confronti del liberal-socialismo del Partito Socialista. Essi hanno come obiettivo la discussione sul programma, sul funzionamento e sull'orientamento del nuovo partito.
Secondo le piattaforme B e C (che hanno rappresentato rispettivamente il 14% ed il 3% delle preferenze), il nuovo partito non doveva definirsi come anticapitalista e rivoluzionario e avrebbe dovuto indirizzarsi all'unione delle correnti della sinistra antiliberista — i rivoluzionari dovevano accontentarsi di costituire una delle correnti del nuovo partito. Secondo queste piattaforme bisognava dunque piuttosto cercare di negoziare un accordo «di massima» con le direzioni delle altre correnti costituite della sinistra antiliberista (per esempio alcune correnti del Partito Comunista Francese o delle correnti minoritarie del Partito Socialista come Pour la république sociale secondo la piattaforma B, o i collettivi antiliberisti per la C). Tuttavia un certo numero di tali correnti antiliberiste non hanno come loro priorità la questione dell'indipendenza nei confronti del Partito Socialista.
Nel corso dei mesi seguenti comitati per la costruzione del nuovo partito sono stati costituiti in numerose città, conformemente all'orientamento della piattaforma A.

### Giugno 2008: riunione nazionale dei comitati
Durante la riunione nazionale dei comitati del 28 e 29 giugno 2008, 300 comitati, di cui cinquanta comitati giovanili, sono stati rappresentati da circa un migliaio di delegati provenienti da tutto il paese. I comitati raggruppano attualmente circa 10 000 militanti, sorpassando di molto i 3 500 militanti dichiarati dell'LCR e della JCR.
Durante queste riunioni, i delegati dei comitati hanno redatto un appello nazionale definendo i contorni del nuovo partito: anticapitalista, internazionalista, antirazzista, ecologista, femminista e contrario ad ogni discriminazione.
Essi hanno designato anche un «Comitato d'Animazione Nazionale (CAN)» di circa 70 persone, 20 delle quali provenienti dall'LCR. Questo comitato servirà a pilotare il passaggio al nuovo partito permettendo ai comitati di mantenere la propria indipendenza nei confronti della direzione dell'LCR.
Il comitato di animazione comprende ugualmente rappresentanti degli altri due gruppi costituiti a livello nazionale che partecipano al processo in quanto osservatori: la Fraction l'Étincelle, appartenente a Lutte ouvrière, e la Gauche révolutionnaire.

### Novembre 2008: secondo incontro nazionale dei comitati
L'8 e 9 novembre 2008 ha avuto luogo il secondo incontro nazionale dei comitati, che ha riunito rappresentanti dei diversi comitati locali al fine di lavorare sui testi del congresso di fondazione.
È stato preceduto da una riunione nazionale del comitato « Giovani » il 18 e 19 ottobre.

### Congresso di fondazione
Il congresso di fondazione del NPA, inizialmente previsto per l'ultimo week-end di gennaio, venne posposto al 6-8 febbraio 2009, a causa dell'appello intersindacale a manifestare lanciato per il 29 gennaio. Secondo il settimanale Politis, l'obiettivo di 10 000 aderenti-fondatori sarebbe difficilmente raggiungibile, poiché la cifra a fine dicembre 2008 era ferma a 5 200.
Nel corso del congresso fondativo, il nome di Nouveau Parti anticapitaliste (NPA) è stato definitivamente adottato al secondo turno con il 53% dei 595 delegati presenti, che l'hanno preferito a Parti anticapitaliste révolutionnaire (PAR). Al primo turno, era stato scartato Parti de la gauche anticapitaliste (PGA), Parti anticapitaliste (PA) et Agir (Alliance ou Alternative de la gauche internationaliste et révolutionnaire). Tuttavia l'opzione rivoluzionaria resta attuale secondo Olivier Besancenot: «Il NPA non è solamente trozkista. Riprende tutte le tradizioni rivoluzionarie, marxiste ma anche libertarie».

### Elezioni Europee 2009 e sviluppi successivi
In occasione delle elezioni europee del 2009 il partito ottiene il 4,88% dei consensi pari a 840 713 voti, sfiorando così lo sbarramento che avrebbe consentito elezione di europarlamentari. 
Nel 2011 Olivier Besancenot si dimette dalla carica di portavoce nazionale, lasciando il posto a Myriam Martin e Christine Poupin.

### Presidenziali 2012
Nel luglio 2011 viene reso noto che il candidato nel NPA per le Elezioni Presidenziali del 2012 sarà l'operaio Philippe Poutou, il quale al primo turno delle elezioni presidenziali del 2012 ottiene l'1,1% dei voti e si attesta al terzultimo posto tra i vari candidati.

### 2013: il secondo congresso nazionale
Nel febbraio 2013 si tiene il secondo congresso nazionale del partito dove si confrontano quattro diverse piattaforme interne. Prevale quella in cui viene proposto di «costruire un'opposizione di sinistra al governo, che combatta la destra e l'estrema destra che cercano di sviare il malcontento popolare per meglio controllarlo. Bisogna rivolgersi a tutte le organizzazioni del movimento operaio che non partecipano al governo al fine di agire, insieme, e proporre la questione dell'alternativa politica necessaria per uscire dalla crisi, un governo contro l'austerità che non può venire da accordi parlamentari al di fuori dai rapporti di forza imposti con le lotte».

### Elezioni Europee 2014 e Presidenziali 2017 e 2022

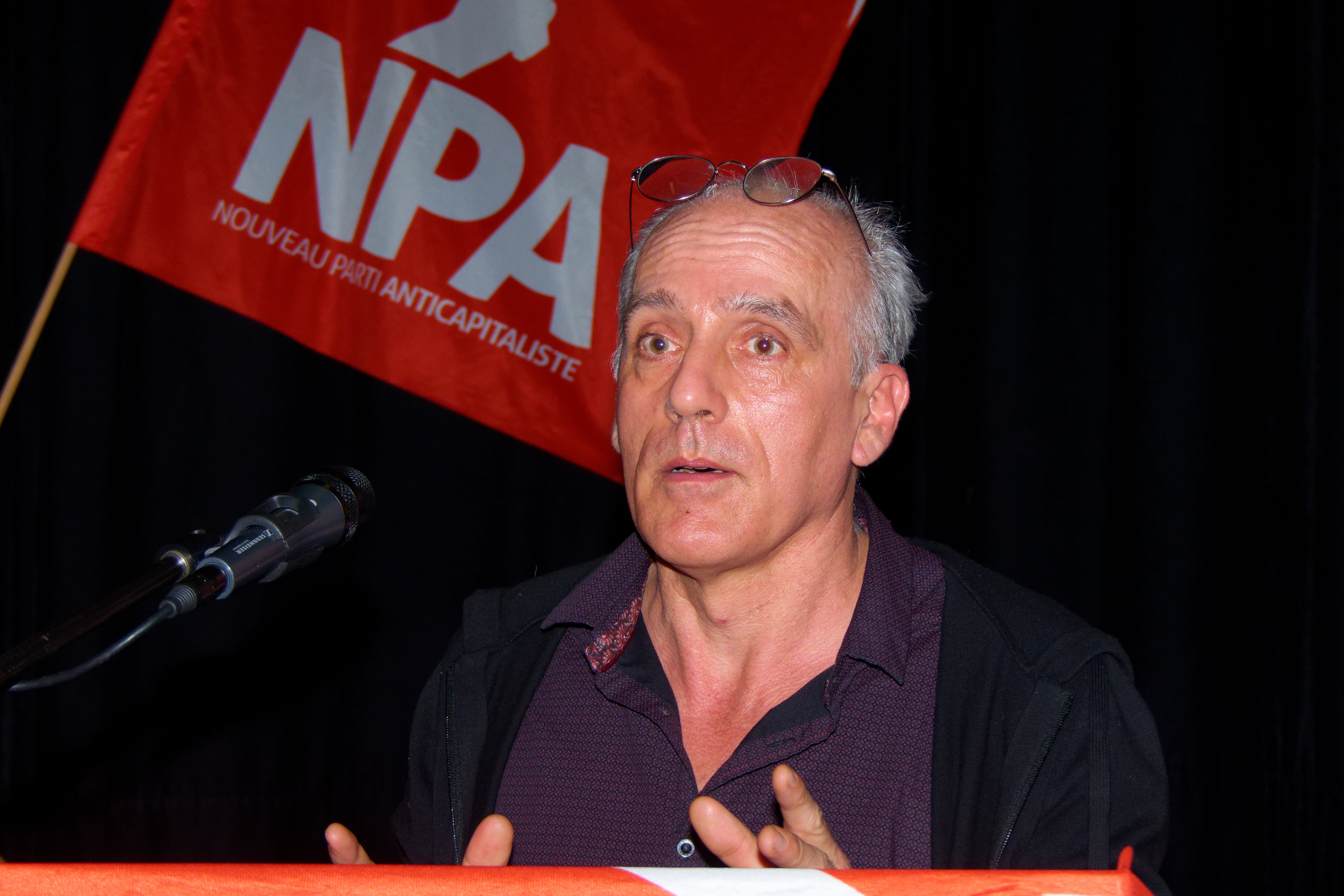
Philippe Poutou nel 2022

In occasione delle elezioni europee 2014 il partito ottiene 74 770 voti pari allo 0,39%.
Alle elezioni presidenziali del 2017, il partito candida nuovamente Philippe Poutou, il quale ottiene l'1,09% dei consensi.
Dopo aver tentato invano un accordo con Lotta Operaia, il partito decide di non presentarsi alle elezioni europee 2019.
Lo stesso Poutou è candidato presidente dal NPA anche alle elezioni presidenziali del 2022, ottenendo lo 0,77% dei voti.

### Elezioni legislative 2024
Con la convocazione delle elezioni legislative lampo da parte del presidente Macron, il NPA decide di entrare a far parte del Nuovo Fronte Popolare, il blocco dei partiti di sinistra nato per fronteggiare la minaccia del Rassemblement National.
Il NPA presenta alcuni candidati (tra cui lo stesso Poutou nella circoscrizione dell'Aude) e riesce ad eleggere un deputato.

## Ideologia
L'NPA si configura come un partito di lotte sociali ed ecologiste, che rifiuta il riformismo.
Nell'appello uscito dall'incontro di giugno, si dichiara di voler incarnare una «sinistra che non rinuncia, una sinistra di lotta, anticapitalista, internazionalista, antirazzista, ecologista, femminista, contraria ad ogni discriminazione», che miri ad una «trasformazione rivoluzionaria della società», al fine di elaborare «una nuova prospettiva socialista democratica per il ventunesimo secolo» per mettere fine all'economia di mercato.
L'NPA non rivendica una adesione formale a una particolare corrente del marxismo (trockismo, guevarismo, ecc.)  anche se ci sono nel partito militanti di tali correnti.

## Controversie

### Relazioni con il PS
Secondo la rivista Marianne, l'NPA sarà l'«alleato obiettivo» del sarkozismo dal momento che metterà con le spalle al muro il PS, di fronte alle sue scelte ideologiche di sinistra, come lo sono stati prima i vecchi partiti di destra - Raggruppamento per la Repubblica, Démocratie libérale e Unione per la Democrazia Francese. Secondo il quotidiano Le Monde, il presidente Nicolas Sarkozy ha così spiegato a François Hollande nell'aereo di ritorno da Beirut, il 7 giugno 2008: «La destra ci ha messo venti anni a regolare il problema dell'estrema destra, oggi, è il vostro turno!».
La Lega Comunista Rivoluzionaria e Olivier Besancenot ritengono che la situazione della sinistra in Francia sia vittima del «liberal-socialismo» del PS, e della sua rinuncia a opporsi con la lotta alla politica di Sarkozy. Cosa che rende evidente, secondo Alain Krivine, che «Olivier Besancenot appare come il miglior dirigente contro Sarkozy, nel momento in cui il PS è muto o complice del governo, come riguardo alla questione delle pensioni».
In questo contesto, secondo l'NPA, i lavoratori dovrebbero avere tra le loro mani un nuovo strumento che permetta una «trasformazione rivoluzionaria della società». L'LCR assicura che questo progetto è portato avanti esclusivamente contro la destra e risponde, con la costituzione di una nuova forza, ad una sinistra «in uno stato disastroso», proponendo un progetto alternativo in totale indipendenza rispetto al social-liberismo. Olivier Besancenot, in occasione della costituzione da parte del PS di un gruppo di lavoro per «studiare» l'aumento di consenso della destra, ha sottolineato che «ciò che a sinistra maggiormente aiuta le destre è, a priori, ciò che non gli si oppone».

## Struttura

### Portavoce

#### NPA unificato
- 5 febbraio 2009 – 4 aprile 2011: Olivier Besancenot
- 4 aprile 2011 – 18 marzo 2012: Myriam Martin
- dal 4 aprile 2011: Christine Poupin
- dal settembre 2021: Pauline Salingue

#### NPA - L'Anticapitaliste
- dal 2022: Christine Poupin e Pauline Salingue

#### NPA - Révolutionnaires
- Selma Labib, Damien Scali, Gaël Quirante, Armelle Pertu

## Risultati elettorali

### Elezioni presidenziali
| Anno | Candidato supportato | 1º Turno | 1º Turno    | 2º Turno | 2º Turno |
| Anno | Candidato supportato | Voti     | %           | Voti     | %        |
| ---- | -------------------- | -------- | ----------- | -------- | -------- |
| 2012 | Philippe Poutou      | 411.160  | 1,15 (8.º)  |          |          |
| 2017 | Philippe Poutou      | 394.505  | 1,09 (8.º)  |          |          |
| 2022 | Philippe Poutou      | 268.904  | 0,77 (11.º) |          |          |